# Alberto Ceccherini
Alberto Ceccherini (Asciano, 9 ottobre 1954 – Siena, 2 febbraio 2002) è stato un cestista e allenatore di pallacanestro italiano.

## Carriera
Cresciuto sportivamente nel Basket Costone Siena, ha disputato nove stagioni tra Serie A, Serie A1 e Serie A2 con la maglia della Mens Sana Basket, con la quale ha collezionato 291 presenze e 1.881 punti.
Nella stagione 1981-82 ha difeso i colori della Nuova Pallacanestro Firenze (allora conosciuta come Ponterosso) nel campionato di Serie B.
Con 291 presenze totali in serie A, è il recordman di presenze con la maglia biancoverde della Mens Sana Basket.
Il 24 settembre 2014 la Società Mens Sana 1871 ritira la maglia numero 9 di Alberto Ceccherini posizionandone copia sul soffitto del PalaMensSana.